# Křemenáč osikový
Křemenáč osikový (Leccinum rufum) je hřibovitá houba s mykorhizní vazbou na topol osiku.

## Synonyma
- Leccinum albostipitatum H.C. den Bakker & Noordeloos 2005
- Leccinum aurantiacum ss. auct. plur.
- Boletus aurantiacus Bull.
- Boletus rufus Schaeff.

## Popis
Klobouk je v mládí polokulovitý až sklenutý, později klenutě rozložený až téměř plochý, průměr 4–20 cm, červenooranžový. Houba má drobné, bílé až smetanové, na otlaku vínově rezavé póry.
Rozměry třeně jsou 8–18 × 2–6 cm. Pokožka třeně je téměř čistě bílá, pokrytá bílými šupinkami, které později tmavnou.
Dužninu má smetanovou, na řezu vínově červenající, pak až fialovějící. Křemenáč osikový má příjemnou chuť a vůni houbovou. Výtrusy jsou vřetenovité, velké 13–17 × 4–5 µm, barva výtrusného prachu je okrově hnědá.
Roste od června do října, roztroušeně pod osikami, se kterými tvoří mykorrhizu, v listnatých a smíšených lesích, ve stromořadích u cest a v osikovém mlází na bohatých i písčitých půdách.
Tato houba je jedlá a tržní.
Poddruhem této houby je křemenáč osikový hnědý.

## Výskyt
Roste od června do října pod topolem bílým a topolem osikou.

## Možnost záměny
Snad jedině s rovněž jedlým kozákem topolovým (Leccinum duriusculum), zejména s jeho robustní formou (f. Robustum), který je ovšem hojnější, má světlejší klobouk, třeň zrnitý až jemně šupinkatý a dužninu na bázi třeně výrazně modrou. Ostatní druhy kozáků a křemenáčů rostou pod jinými druhy stromů.